# Place Emiliano-Zapata (Alger)
La place Emiliano-Zapata est une place située tout près de la Cour d'Alger à Hussein Dey dans la banlieue d'Alger.

## Situation et accès
La place est située à un rond-point du boulevard Fernane-Hanafi à Hussein Dey.

## Origine du nom
Cette place honore le grand révolutionnaire mexicain Emiliano Zapata (1879-1919), l'un des principaux acteurs de la Révolution mexicaine de 1910.

## Historique
La place a été inaugurée le 11 octobre 2011.

## Bâtiments remarquables et lieux de mémoire
Une stèle commémorative a été érigée pour honorer la mémoire du révolutionnaire mexicain Emiliano Zapata.